# Ingeborg ten Haeff
Ingeborg ten Haeff (Düsseldorf, 31 de julho de 1915 – Nova Iorque, 21 de maio de 2011) foi uma artista plástica alemã residente em Nova Iorque.

## Biografia

### Namoro com Lutero Vargas
Em 1939, em um restaurante de Berlim, Ingeborg conheceu o médico Lutero Vargas, filho mais velho do ex-presidente brasileiro Getúlio Vargas. Ingeborg havia sido convidada pelo anfitrião do almoço, o pintor Hugo von Habermann. E Vargas estava acompanhando um amigo, o diplomata brasileiro Sérgio Alvarenga, que conhecia Habermann. Embora Lutero e Ingeborg não falassem a mesma língua, eles se apaixonaram e namoraram em pleno apogeu do Terceiro Reich.

### Fuga para o Brasil e casamento
Segundo Ingeborg, após a invasão da Polônia pela Wehrmacht e pelas tropas soviéticas no início de 1940, a qual fez com que a França e a Inglaterra declarassem guerra à Alemanha Nazista, o ditador Benito Mussolini teria ligado para Getúlio Vargas para avisar que a guerra começaria e que seria melhor que Lutero saísse da Europa.
Três semanas após a fuga de Lutero, Ingeborg recebeu Alvarenga em sua casa: este foi incumbido de pedi-la em casamento em nome do jovem Vargas. A obtenção do visto de saída foi difícil, pois os nazistas queriam saber por que ela queria se casar com um estrangeiro. Em poucos meses, contudo, ela pôde viajar para Roma, depois para Lisboa, de onde embarcou para a nau S.S. Bagé em direção ao Rio de Janeiro.
Os alemães haviam emitido o passaporte de saída na condição de que ela residisse na embaixada alemã no Brasil até o dia do casamento; porém ela foi transferida para outra embarcação, uma lancha da Marinha do Brasil, antes de chegar ao porto. No convés da lancha estava Lutero à sua espera.
O casal então se dirigiu para o Palácio do Catete, onde Ingeborg foi apresentada ao seus futuros sogros, Getúlio e Darci Vargas. O casamento civil ocorreu no dia 20 de setembro de 1940, no Palácio da Guanabara, e a cerimônia religiosa, no Convento de Santa Teresa. Em julho de 1941, nasceu a única filha deles, Cândida Vargas.
Enquanto Lutero Vargas dedicava-se à sua profissão, Ingeborg tratou de conhecer a cultura brasileira, em especial as artes e, naturalmente, a língua portuguesa. Assim, ela estudou violão com Patrício Teixeira e escultura com August Zamoyski. Nesse período, Ingeborg pôde também produzir suas obras com dedicação mais sistemática.

### Estados Unidos
Em 1942, Nelson Rockefeller visitou o Brasil como coordenador de Assuntos Interamericanos do Departamento de Estado norte-americano e conheceu o casal, que havia sido investigado pela Office of Strategic Services. Lutero recebeu então o convite para uma estada de dez meses nos Estados Unidos. Na primeira ida ao país, o navio que transportava a bagagem do casal foi afundado por um submarino alemão.
Quando o Brasil declarou guerra ao Eixo, Lutero retornou ao país para servir na Força Expedicionária Brasileira. Ingeborg foi então admitida na Escola Juilliard – havia recebido uma bolsa da Fundação Rockefeller. O interesse pelas artes nos meios cosmopolitas dos Estados Unidos fez com que ela decidisse permanecer lá.
Com o final da guerra, Lutero pediu o divórcio em 1944. Ingeborg então refez sua vida em Greenwich Village, Nova Iorque, onde conheceu seu segundo marido, o arquiteto Paul Lester Wiener. Desde 1968 esteve casada com o escritor e tradutor John Githens, que é também seu biógrafo. Ele é o autor do livro “ten Haeff”.
O trabalho artístico de Ingeborg já foi comentado por intelectuais como Gilles Deleuze e Félix Guattari.

### Boatos sobre lesbianismo
Segundo Juremir Machado da Silva, autor de Getúlio, Ingeborg ten Haeff, enquanto esteve no Brasil, teria sido surpreendida um dia pelo próprio marido, Lutero Vargas, em brincadeiras libidinosas com uma amiga. Essa hipótese teria conduzido, quase dez anos depois, em 1954, ao atentado da Rua Toneleros contra Carlos Lacerda, notável opositor de Getúlio Vargas, uma vez que Lacerda planejava publicar o suposto episódio de lesbianismo de Ingeborg nos jornais, para manchar a imagem de Vargas
Juremir conta em seu livro que Ingeborg foi despachada do Brasil em um avião, escoltada por quatro homens, que lhe teriam dito que ela iria para a Suíça. Porém, após uma escala de trinta e três horas em Belém do Pará, o avião se dirigiu para Nova Iorque. A família Vargas e o Governo então teriam inventado a mentira de que ela era uma espiã do regime nazista, para não dizer o motivo real da separação. Apesar disso, tal explicação, que foi escrita por Emmanuel Nery (filho de Adalgisa Nery e enteado de Lourival Fontes), nunca convenceu muitas pessoas.
Lutero Vargas, vítima das críticas ferrenhas de Carlos Lacerda, chegou a ser apontado como um dos mandantes do atentado da rua Toneleros, que culminou no suicídio de seu pai Getúlio Vargas. Ingeborg, apesar dos boatos defendidos, negava ser lésbica.